# Isla Chapetón
La isla Chapetón 31°33′48.35″S 60°28′33.53″O / -31.5634306, -60.4759806 es el nombre con que se conoce a un conjunto de islas situadas en las aguas del río Paraná. Integra el departamento Paraná, en el oeste de la provincia de Entre Ríos, en la región mesopotámica del noreste de la Argentina. Se ubica a unos kilómetros al norte de la localidad entrerriana de Villa Urquiza, y a 25 km al norte del túnel subfluvial Raúl Uranga – Carlos Sylvestre Begnis y de la capital provincial, la ciudad de Paraná. El grupo Chapetón está integrado por dos islas mayores separadas por un arroyo y una decena de islotes adyacentes, que en conjunto tienen forma de ovoide. 
El decreto ley 22 067 del 5 de septiembre de 1979, que fijó el límite entre las provincias de Entre Ríos y Santa Fe, asignó definitivamente a la primera el grupo de islas Chapetón: (...) Como consecuencia de lo convenido, quedarán para Entre Ríos las siguientes islas: (...) Islas del Chapetón (...).

## Características
Posee un largo de 5432 m, un ancho de 3724 m, y una altitud de 8 m s. n. m. En realidad es un pequeño archipiélago, el cual se va uniendo según el nivel de las aguas del río. Un canal algo más profundo la recorre por su parte media, paralelo al gran río. En épocas de crecidas del río Paraná, la totalidad de la superficie de la isla es cubierta por las aguas durante varias semanas.

## La isla como cabecera de una de las represas del Paraná Medio
En la década de 1980, esta isla fue propuesta como una de las cabeceras de una de las represas del Proyecto Paraná Medio, un plan diseñado para la construcción de dos obras de represamiento en el tramo medio del río Paraná, en el sector en que su curso se encuentra en ambas riberas en territorio argentino. Afectaba áreas del nordeste de ese país en las provincias de Corrientes, Entre Ríos, y Santa Fe. La represa se proyectaba con el objeto de dotar de abundante energía eléctrica al país, gracias a la construcción de una gran usina hidroeléctrica.
Por esta isla pasaba la más meridional de las dos represas, el cierre sur, a la que incluso se la pensaba denominar «Chapetón». La cabecera opuesta se hubiera situado próxima a la localidad santafesina de Colonia Zapallos por la margen derecha del Paraná —en la zona de contacto entre los departamentos de La Capital y Garay—.